# Амшенский диалект
Амше́нский диалект армянского языка (арм. Հոմշեցի [хомшеци], Հոմշեցմա [хомшецма], Հոմշեցնակ [хомшецнаг], Հա̈յրէն [хäйрен]) — западноармянское наречие армянского языка, на котором говорят восточная и северная группы амшенцев в Турции, Абхазии и России. Западная группа амшенцев в Турции говорит только по-турецки.
Традиционно амшенский рассматривается как диалект армянского языка, однако он невзаимопонятен с другими армянскими диалектами. Носители, живущие в России, обычно не владеют литературным армянским и армянской письменностью
В качестве письменности используются турецкий (в Турции) и армянский (в России и Абхазии) алфавиты. Также амшенский диалект иногда записывается кириллицей — например в брошюрах «Свидетелей Иеговы» (включает буквы А а, Ӓ ӓ, Б б, В в, Г г, Д д, Е е, Ё ё, Ж ж, З з, И и, Й й, К к, Қ қ, Л л, М м, Н н, О о, П п, Ԥ ԥ, Р р, Р̄ р̄, С с, Т т, Ҭ ҭ, У у, Ф ф, Х х, Ҳ ҳ, Һ һ, Ц ц, Ҵ ҵ, Ч ч, Ш ш, Ы ы, Э э, Ю ю, Я я). На субдиалекте этого языка говорят в деревне Эшмекайя (Ардала) в Хопе (Турция). Армянский алфавит для амшенского диалекта использует дополнительный знак Ա̈ ա̈. Латинский алфавит для амшенского включает буквы A a, Ä ä, B b, C c, Ç ç, D d, Dz dz, E e, F f, G g, Ğ ğ, H h, İ i, I ı, J j, K k, L l, M m, N n, O o, P p, R r, S s, Ş ş, T t, Ts ts, U u, V v, X x, Y y, Z z.